# Andrzej Mieszkowski
Andrzej Mieszkowski herbu Odrowąż – sędzia poznański w latach 1691-1693, podsędek poznański w latach 1679-1688.
Poseł sejmiku średzkiego na sejm nadzwyczajny 1688/1689 roku.